# Giannina Arangi-Lombardi
Giannina Arangi-Lombardi   (Marigliano, 20 de juny de 1891 - Milà, 9 de juliol de 1951) va ser una soprano spinto, especialment associada amb el repertori operístic italià.

## Biografia
El seu nom de soltera era Giannina Rosalia Maria Lombardi. Fou filla d'Adele Zara, professora d'escola, i d'Achille Lombardi. Després de casar-se amb Lorenzo Arangi va optar per afegir el seu cognom de soltera al seu de casada, una pràctica habitual a l'època.
Després d'estudis a Nàpols, al Conservatori de San Pietro a Majella amb Beniamino Carelli, va debutar a Roma el 1920, cantant papers de mezzosoprano durant els tres anys següents. Posteriorment, va estudiar amb les cantants retirats Adelina Stehle i Tina Poli-Randaccio, fent un segon debut, ara com a soprano, el 1923. Va cantar al Teatro alla Scala de Milà de 1924 a 1930, debutant com Elena a Mefistofele d'Arrigo Boito, sota la batuta d'Arturo Toscanini. Ràpidament convidada a tots els grans teatres d'òpera d'Europa, encara que no va aparèixer mai a París o Londres, també va cantar amb gran èxit a Sud-amèrica. Va ser escollida per Nellie Melba per participar en la seva gira de comiat per Austràlia el 1928. La gira va incloure Arangi-Lombardi creant el paper principal a l'estrena australiana de Turandot de Giacomo Puccini.
Va cantar al Gran Teatre del Liceu de Barcelona la temporada 1935-1936, en l'òpera La forza del destino de Giuseppe Verdi.
Arangi-Lombardi va ser especialment coneguda en papers d'obres com ara La vestale, Lucrezia Borgia, La Gioconda i Aida. Va cantar a la primera interpretació italiana d'Ariadne auf Naxos. Va aparèixer al Festival de Salzburg l'any 1935, però es va retirar dels escenaris tres anys més tard, malgrat posseir encara una bona veu. Després va donar classes al Conservatori de Música de Milà, i més tard a Ankara, on va tenir com a alumna la soprano turca Leyla Gencer.
Va morir a Milà el 1951 poc després del seu 60è aniversari.

## Enregistraments
Arangi-Lombardi es pot escoltar amb un efecte impressionant en quatre enregistraments complets d'òpera: Aida (1928), Cavalleria Rusticana (1930), La Gioconda (1931) i Mefistofele (1931).